# 亭子院歌合
亭子院歌合（ていじいんうたあわせ）とは、延喜13年3月13日（913年4月22日）に宇多法皇が自分の御所としていた亭子院において開いた歌合。
本来は二月・三月・四月・恋を題材としてそれぞれ10番（40番80首）にて行われる予定であったが、何らかの事情によって、4月と夏が5番ずつ略されて計30番60首で行われた（ただし、記録には省略されたものも採録されている）。証本には伊勢によるものとされる仮名日記が付けられており、当日の次第・様子を知ることが可能である。なお、この日記は現存する最古の女流日記である。
参加者は左右の頭・親王・歌よみ・方人・判者・講師・員刺（かずさし）などによって構成され、州浜・文台・奏状・奏楽・賜禄・紫檀の箱など、天徳の歌合をはじめとする後の歌合の範となった。
歌よみとして知られているのは、藤原興風・凡河内躬恒・坂上是則・紀貫之であるが他に宇多法皇・伊勢・大中臣頼基の歌も含まれていた。判者は藤原忠房が任じられていたが、当日不参のため法皇が直接判を下した。法皇勅判による判詞は現存最古のものである。現存の証本には原型と考えられる10巻本と後世のものとされる20巻本がある。